# Renault R26
Renault R26, ili R26 je bolid francuske momčadi Renault F1 za sezonu 2006.

## Uvod u predsezonu

### Promjene i kontroverze
Završetkom uspješne sezone 2005. u kojoj su osvojili naslov vozačkog i konstruktorskog prvaka, cilj Renaulta za sljedeću sezonu bila je obrana oba naslova. 2. prosinca 2005. Heikki Kovalainen službeno je objavljen kao testni i treći vozač u momčadi Renaulta za 2006. Već dva dana kasnije, Michelin, francuski proizvođač pneumatika donio odluku o povlačenju iz Formule 1, nakon što se uvodi pravilo o jednom dobavljaču guma (stupilo na snagu 2008.). To je značilo da je Renaultu sezona 2006. posljednja na Michelinovim gumama te da će od sljedeće sezone voziti na Bridgestone gumama. 19. prosinca 2005. Fernando Alonso je izazvao mnoge kontroverze kada je prije početka sezone 2006., objavio da će od sljedeće voziti za McLaren-Mercedes.

### Bolid
Prezentacija bolida održala se u Monte Carlu 31. siječnja 2006. Prije samog predstavljanja, bolid je svoj debi zabilježio 10. siječnja u Jerezu gdje je početi s testiranjima. Promjene na bolidu nisu bile revolucionarne jer je R26 bio samo evolucija R25. Pravilnikom FIA-e o smanjenju snage motora doneseno je da će se koristiti V8 motor umjesto dotadašnjeg V10. R26 imao je novi aerodinamički paket, a po prvi puta za prijenos snage koristio je 7-brzinski mjenjač. Također, nastavilo se s razvojem V-kobilice. 
R26 bio je dizajniran na TMD (Tuned Mass Damper) sistemu koji se sastoji od računalnog programa i jednostavne opruge koja pomaže, u suradnji s amortizerima, da guma automobila ostane pritisnuta uz stazu, što je vrlo učinkovito kada se u zavoju prelazi preko pasica odnosno rubnika. Osim toga, za vrijeme utrke se može podesiti te tako kontrolirati ponašanje bolida s obzirom na uvjete na stazi. Ovaj sistem upotrebljavalo je šest momčadi Formule 1, ali samo ga je Renault doveo do savršenstva, jer ga je on uostalom i prvi instalirao. Međutim, problem je nastao kada su momčadi koje ne upotrebljavaju ovaj sustav, uložile žalbu, jer smatraju kako opruga u sistemu spada pod definiciju pomičnog aerodinamičkog uređaja, koji su već otprije zabranjeni na F1 utrkama. Od VN Njemačke FIA poslala dopis u kojemu zabranjuje upotrebu sistema, a protivljenju odluke FIA-e najviše se pobunio Flavio Briatore.

## Sezona 2006.

### Prvi dio sezone: Dominacija Renaulta
U obranu naslova prvaka Renault je krenuo pobjedom Alonsa na VN Bahreina, nakon što je u kvalifikacijama bio četvrti. Fisichella je odustao. Fisichella je za VN Malezije krenuo s najbolje startne pozicije, a Alonso je zauzeo sedmu startnu poziciju jer je imao puno više goriva od ostalih zahvaljujući kvaru na pumpi tokom nadolijevanja prije trećeg dijela kvalifikacija. U utrci Renault je imao potpunu dominaciju koja im je donijela dvostruku pobjedu, s time da je Alonso dohvatio drugo mjesto ponajviše zahvaljujući fantastičnom startu gdje je odmah na prvom zavoju došao do trećeg mjesta prešavši oba McLarena i oba Williamsa. Na trećoj utrci sezone na stazi Albert Park u Melbourneu za VN Australije po jedan Renault zauzela su mjesta u prva dva startna reda, s time da je Fisichella bio bolji od Alonsa. Ipak, Alonso je uhvatio pobjedu u Australiji zahvaljujući sigurnosnom automobilu. Fisichella je stigao na koncu do petog mjesta. Na kvalifikacijama za VN San Marina Alonso se kvalificiaro na peto, a Fisichella na tek 11. mjesto. Sigurnosnim automobilom i dobrim prolascima kroz bokseve na samoj utrci Alonso je stigao do drugog mjesta, no pretjecanja u borbi s M. Schumacherom jednostavno nije bilo te je Alonso zadržao sigurno drugo mjesto. Fisichella je u svom Renaultu osvojio osmo mjesto i uzeo posljednji bod na raspolaganju. U kvalifikacijama za Veliku nagradu Europe na Nürburgringu Alonso je uzeo pole position, dok je Fisichella zapeo u prometu i plasirao se tek na 13. mjesto. Za razliku od prošle utrke, Alonso je kroz bokseve izgubio prvo mjesto od M. Schumachera i utrku završio kao drugi, a Fisichella utrku završava na šestom mjestu. Renault je svoju nadmoć nastavio u Španjolskoj gdje su oba Renaulta bila u prvom redu na kvalifikacijama, a u utrci oba zauzela postolje s pobjedom Alonsa. Uslijedila je uzbudljiva utrka na ulicamaMonte Carla gdje je Schumacher uz velike kontroverze osvojio pole position. Schumacher je, naime, u posljednjim minutama kvalifikacija izletio u jednom zavoju i ostao na stazi, što je u uskim ulicama Monte Carla bio priličan hendikep za bolide koji su stizali iza njega, a Alonso koji je tada bio u brzom krugu zbog tog kontroverznog Schumijevog poteza ostvario drugo vrijeme kvalifikacija samo 6 stotinki slabije od Nijemca. U utrku iz prvog startnog reda krenuli su Alonso i Mark Webber, nakon što je Schumacher dobio kaznu zbog čega je morao startati iz bokseva, a to je Alonsu olakšalo utrku u kojoj je stigao do nove pobjede. Fisichella je utrku završio na šestom mjestu.  Alonso je izborio prvu startnu poziciju uoči VN Velike Britanije na stazi Silverstone. Iako na slobodnim treninzima u petak i subotu Alonso nije bio najbrži, kvalifikacije je odvezao odlično i postavio najbolje vrijeme došavši do svoje 13. najbolje startne pozicije u F1 karijeri. U utrci osim na startu, Alonso je bio neuhvatljiv i lakoćom stigao do pobjede, a Fisichella je ciljem prošao kao četveroplasirani. Nastup na Silverstoneu za F1 Renault bio je to 200. nastup u Formuli 1. Alonso je odnio i šestu pobjedu sezone na stazi Gilles Villeneuve za VN Kanade, gdje je Renault bio besprijekoran, a ujedno ni Michelin gume na njegovom bolidu nisu zakazale pa je Fernando donio jubilarnu stotu pobjedu francuskom proizvođaču pneumatika. Giancarlo je osvojio četvrto mjesto poslije kazne prolaska kroz boks jer je prerano startao.

### Drugi dio sezone: Teška borba s Ferrarijem
Prekid dominacije Renaulta s pole positiona prekinut je na kvalifikacijama za VN SAD-a. Schumacher je na kvalifikacijama bio brži više od sekundu u odnosu na Fisichellu koji je izborio treću startnu poziciju, dok je Alonso imao peto najbolje vrijeme kvalifikacija. Shumacher je bio i pobjednik utrke, a oba Renaulta završila su utrku na istim pozicijama na kojim su startali. Schumacher je izborio i najbolju startnu poziciju uoči VN Francuske na Magny-Coursu. Među 5 prvih vozača Alonso je jedini uspio na Michelinu postići najbolje vrijeme, vrijedno trećeg mjesta. Utrka je bila sadržajna u kojoj je Alonso taktikom dva odlaska u boks stigao do drugog mjesta. Fisichella je ciljem prošao kao šesti, što je mjesto više u odnosu na mjesto izboreno u kvalifikacijama. Sve bolji Mclaren priključio se Renaultu i Ferrariju na stazi Hockenheim za VN Njemačke i pokazao da bi oni mogli biti odlučujuća karika za naslov. Kimi Räikkönen krenuo s prve startne pozicije. Tek peto startno mjesto osvojio je Fisichella, a Alonso razočaravajuće sedmo mjesto na gridu. Pobjedu je odnio ponovo Schumacher i drastično počeo smanjivat razliku u vozačkom prvenstvu u odnosu na Alonsa koji je završio kao peti. Räikkönen u McLarenu na kvalifikacijama za VN Mađarske ponovio što je napravio u Njemačkoj. Alonso na posljednjem slobodnom treningu pretjecao pod crvenima zastavama i bio kažnjen dvije sekunde na najbolje vrijeme od sva tri dijela kvalifikacija. Početak utrke bio je nevjerovatan za Alonsa koji je vozio vrlo agresivno i s 15. pozicije stigao do 3. mjesta, no nakon izlaska iz boksa sve je krivo pošlo za Alonsa, stražnji desni kotač se olabavio i bio prisiljen okončati svoju utrku. Istu sudbinu doživio je i Fisichella. Na kvalifikacijama za VN Turske, Alonso je bio najbrži poslije dominantnih Ferrarija, osvojivši treću startnu poziciju, a Fisichella se u drugom Renaultu izborio za četvrtu startnu poziciju. U zanimljivoj utrci, prolaskom kroz bokseve Alonso je prestigao Schumachera. Fisichella je nakon izlijetanja na startu kad je morao u boks, što mu je donijelo veliki pad u poretku, izvrsnom vožnjom na kraju dokopao šestog mjesta. Na kvalifikacijama za VN Italije Alonso imao problema u trećem dijelu kvalifikacija kad mu je pukla stražnja desna guma koja mu je malo oštetila stražnje krilce, no uspio je osvojiti peto mjesto na startu. Međutim, u utrci je na Alonsovom bolidu po prvi puta nakon dugo vremena otkazao Renaultov motor i na taj način Schumacher se u Ferrariju približio Alonsu u poretku vozača na samo dva boda (108 - 106). Na kišnim kvalifikacijama za VN Kine, koja se vozi na stazi u blizini Šangaja, Alonso je osvojio pole postition, dok ga je slijedio kolega iz momčadi Fisichella. U uzbudljivoj utrci koju su odlučile taktike gume i pravilni odlasci kroz bokseve, Alonso je utrku završio na drugom mjestu iza Schumachera, čime se donji izjednačio sa Španjolcem u poretku vozača sa 116 bodova. Fisichella je odvozio također sjajnu utrku i popeo se na treću stepenicu na podiju. Na kvalifikacijama za VN Japana Ferrari je bio dominantan, dok je prvi Renault Fernanda Alonsa zauzeo tek 5. mjesto. Ipak, Alonso je bio pobjednik pretposljednje utrke Svjetskog prvenstva Formule 1, nakon što je Schumacher odustao zbog kvara na motoru i time je Alonso stigao nadohvat naslova. Ferrari je također bio dominantan u kvalifikacijama za VN Brazila, no na samom početku trećeg dijela kvalifikacija Schumacher doživljava kvar i u utrku starta s 10. mjesta. Alonso je u kvalifikacijama zauzeo 4. startno mjesto, a Fisihella dva mjesta niže. U posljednjoj utrci sezone Alonso je osvojio 2. mjesto i time osiguravo drugi naslov svjetskog prvaka F1 za redom u svojoj karijeri. Alonso je sezonu završio sa 134 osvojena boda, 13 više od Schumachera koji je zauzeo drugo mjesto poretka vozača. U poretku konstruktora Renault je na kraju bio bolji od Ferrarija za pet bodova (206 - 201) pa je dvostruka kruna otišla francuskoj momčadi.

## Potpuni popis rezultata u F1
(legenda) (Utrke označene debelim slovima označuju najbolju startnu poziciju) (Utrke označene kosim slovima označuju najbrži krug utrke)
| Godina | Momčad                | Motor           | Gume | Vozači               | 1   | 2   | 3   | 4   | 5   | 6   | 7   | 8   | 9   | 10  | 11  | 12  | 13  | 14  | 15  | 16  | 17  | 18  | Bodova | Poredak |
| ------ | --------------------- | --------------- | ---- | -------------------- | --- | --- | --- | --- | --- | --- | --- | --- | --- | --- | --- | --- | --- | --- | --- | --- | --- | --- | ------ | ------- |
| 2006.  | Mild Seven Renault F1 | Renault RS26 V8 | M    |                      | BHR | MAL | AUS | SMR | EUR | ŠPA | MON | VBR | KAN | SAD | FRA | NJE | MAĐ | TUR | ITA | KIN | JAP | BRA | 206    | 1st     |
| 2006.  | Mild Seven Renault F1 | Renault RS26 V8 | M    | Fernando Alonso      | 1   | 2   | 1   | 2   | 2   | 1   | 1   | 1   | 1   | 5   | 2   | 5   | Ret | 2   | Ret | 2   | 1   | 2   | 206    | 1st     |
| 2006.  | Mild Seven Renault F1 | Renault RS26 V8 | M    | Giancarlo Fisichella | Ret | 1   | 5   | 8   | 6   | 3   | 6   | 4   | 4   | 3   | 6   | 6   | Ret | 6   | 4   | 3   | 3   | 6   | 206    | 1st     |

## Vanjske poveznice
- Službena stranica Renault F1 Team  Arhivirana inačica izvorne stranice od 26. svibnja 2005. (Wayback Machine)